# Monteguida

Monteguida, respecte del terme d'Abella de la Conca

Monteguida és un indret del terme municipal d'Abella de la Conca, al Pallars Jussà.
Està situat a prop de l'extrem nord-oest del terme municipal, al sud del lloc d'Ordins i al nord de la Viella. És a llevant del barranc de Gassó al lloc del Congost, també a llevant de la Pista del Petrol. Monteguida és, de fet tot el coster que constitueix el vessant occidental de la Serra de Monteguida, a la qual dona nom, a llevant de la Roca de l'Espluga de Ninou i al sud-oest de la Roca de Monteguida, que també pren el nom d'aquest lloc.¨La major part pertany a la partida d'Ordins.
Pel sud d'aquest indret discorre el barranc de Monteguida; a prop d'aquest barranc, encara dins de Monteguida, hi ha la cavitat de l'Espluga de l'Oliva

## Etimologia
Es tracta d'un topònim compost; d'una banda, el mont, mot romànic procedent del llatí montem, amb el mateix significat del mot català. De l'altra, guida, amb una -e- eufònica d'enllaç entre els dos elements, del mateix origen llatí i significat del mot català guia. El significat global vindria a ser un equivalent al terme Far present a molts indrets de la geografia catalana: muntanya que serveix de guia, de referència, als caminants, traginers i muntanyencs en general.